# Ягублу (Огузский район)
Ягублу, Якублу (азерб. Yaqublu) — село в Огузском районе Азербайджана.

## География
Расположено в Алазань-Агричайской долине, в 20 км к югу от районного центра города Огуз, у шоссе Огуз-Халдан.

## История
Современное село Ягублу основано в начале XX века азербайджанцами-беженцами из Армении.

## Население
По данным издания «Административное деление АССР», подготовленного в 1933 году Управлением народно-хозяйственного учёта Азербайджанской ССР (АзНХУ), по состоянию на 1 января 1933 года в Якублу входившем в состав Падарского сельсовета Варташенского района Азербайджанской ССР проживало 134 человека (43 хозяйства, 69 мужчин и 65 женщин). Национальный состав всего сельсовета (сёла Аглыг, Деймадера, Якублу, Емишанлы, Падар, Карабалдыр, Таифлы, Варданлы, Зарраб) на 82,2 % состоял из тюрков (азербайджанцев).
В 1980 году численность населения села составляла 430 человек. Были развиты разведение зерновых, животноводство, табаководство. Функционировали средняя школа, библиотека и другие учреждения.

## Известные уроженцы
Уроженцем Ягублу является: Тофик Огуз (азерб. Tofiq Oğuz; Тофиг Гафар оглы Рзаев) — участник Первой карабахской войны, командир батальона «Карабах», азербайджанский самбист, мастер спорта СССР.